# 宝塚市歌
「宝塚市歌」（たからづかしか）は、兵庫県宝塚市が制定した市歌である。作詞・西川好次郎、作曲・酒井協。

## 解説
1954年（昭和29年）4月1日に川辺郡宝塚町と武庫郡良元村が合併し、宝塚市が発足したことを記念し当日に市章と併せて制定されたものである。歌詞は市章のデザインと並行して懸賞募集により集まった226篇から和歌山県日高郡美山村（現在の日高川町）在住で6年前に「和歌山県民歌」入選歴のあるの西川好次郎による応募作を採用とし、宝塚歌劇団理事の酒井協に作曲が依頼された。酒井は兵庫県内でいずれも宝塚市と同年の市制施行と同時に制定された川西市および三木市、高砂市でも市歌を作曲している。初演奏は4月21日の市制祝賀式で、宝塚音楽学校の生徒50名により斉唱された。
制定から10年余りは市内の行事で盛んに演奏されたが1970年代以降は演奏の機会が減少し、宝塚歌劇団愛唱歌「すみれの花咲く頃」の方が「宝塚代表の歌」と認識されるような状態であった。

### 楽譜の散逸と復元
2009年（平成21年）、大阪市から宝塚市へ転居したアマチュア合唱団指導者の男性が会合で市歌の斉唱を指揮したところ、制定当時の旋律と著しく異なっていることを不審に思い市役所から提供を受けた楽譜を検証した結果、多数の誤記が確認された。
制定当時の楽譜は神戸新聞の1954年（昭和22年）4月10日付7面、同年に市役所が発行した広報誌の5月号（創刊号）などに単旋律のものが掲載されているが、作曲者自筆の原本は紛失状態であり楽譜の読み方に関する知識の乏しい職員が転写を繰り返している内に作曲当時は「メゾフォルテ（やや強く）」とされていた指示が「メゾピアノ（やや弱く）」と逆の意味になっていたり、音符が全て一音低くされるなどの改変が加えられていることが判明した。市では過去に市歌がレコード化された際の編曲を担当した中元清純から協力を得て制定当時の楽譜を復元すると共に、宝塚市立中央図書館が2005年（平成17年）に発行した『宝塚大事典』掲載の楽譜を訂正している。
2010年代には市役所の仕事始めや4月の「誓いの日」に市歌の斉唱が行われるようになったのをはじめ、2014年（平成26年）からはごみ収集車が従来の「赤とんぼ」に代わり市歌を演奏するようになった。2017年（平成29年）には、前年に市議会で成立した手話言語条例に基づき手話版の市歌が作成されている。